# RIM-174 Standard ERAM
RIM-174 Standard Extended Range Active Missile (ERAM), hay Standard Missile 6 (SM-6), là loại tên lửa phòng không được sản xuất cho Hải quân Mỹ. Nó được thiết kế với mục đích đáp ứng phòng không ở tầm xa, có khả năng chống lại các mục tiêu bay cánh cố định và máy bay trực thăng, các loại tên lửa chống tàu và phòng thủ chống tên lửa đạn đạo ở pha cuối. Đặc biệt nó có thể được sử dụng làm tên lửa chống tàu tốc độ cao. Tên lửa sử dụng cấu hình khí động học của tên lửa SM-2ER Block IV (RIM-156A), với sự bổ sung đầu dò radar chủ động từ tên lửa AIM-120C AMRAAM thay vì đầu dò radar bán chủ động như các phiên bản trước đó. Điều này giúp cho tên lửa có khả năng chống lại các mục tiêu có độ cơ động cao và loại bỏ sự hạn chế của radar mặt đất bị giới hạn cự ly tìm kiếm bởi đường chân trời. Tên lửa được đưa vào trang bị trong Hải quân Mỹ từ ngày 27 tháng Mười một năm 2013. Tên lửa SM-6 không có vai trò thay thế seri tên lửa SM-2 mà nó sẽ được triển khai cùng với nhau để tăng cường khả năng phòng không ở tầm xa. Tên lửa SM-6 được cấp phép xuất khẩu cho Đồng minh của Mỹ từ năm 2017.

## Các bên vận hành

### Current
United States
- United States Navy

 Japan
- Lực lượng phòng vệ Biển Nhật Bản

### Future
Australia
- Royal Australian Navy[14]

 South Korea
- Republic of Korea Navy[15]

## External links
- http://www.globalsecurity.org/military/systems/munitions/sm-6.htm
- http://www.designation-systems.net/dusrm/m-174.html
- http://www.navy.mil/navydata/fact_display.asp?cid=2200&tid=1200&ct=2 Lưu trữ ngày 16 tháng 11 năm 2007 tại Wayback Machine